# Mikael Flygind Larsen
Mikael Flygind Larsen (ur. 18 września 1982 w Tønsbergu) – norweski łyżwiarz szybki.
Larsen uczestniczył na Zimowych Igrzyskach Olimpijskich 2006 w Turynie, gdzie wziął udział w trzech konkurencjach łyżwiarstwa szybkiego: biegu na 1000 m (14. miejsce), biegu na 1500 m (8. miejsce) oraz biegu drużynowym (4. miejsce; wraz z Håvardem Bøkko, Eskilem Ervikem, Øysteinem Grødumem oraz Lassem Sætrem). W 2010 ponownie wystąpił na igrzyskach olimpijskich, odbywających się w Vancouver, gdzie wystąpił w trzech konkurencjach łyżwiarstwa szybkiego: biegu na 1000 m (15. miejsce), biegu na 1500 m (8. miejsce) oraz biegu drużynowym (4. miejsce; wraz z Håvardem Bøkko, Henrikem Christiansenem i Fredrikem van der Horstem).

## Rekordy życiowe
| Dystans | Czas    | Data              | Miejsce        |
| ------- | ------- | ----------------- | -------------- |
| 500 m   | 36,05   | 24 lutego 2007    | Salt Lake City |
| 1000 m  | 1.08,61 | 11 listopada 2007 | Salt Lake City |
| 1500 m  | 1.44,23 | 18 lutego 2011    | Salt Lake City |
| 3000 m  | 3.57,54 | 16 marca 2001     | Calgary        |
| 5000 m  | 6.54,91 | 17 marca 2001     | Calgary        |
| Źródło: |         |                   |                |